# Armando Diena
Armando Diena (Torino, 8 aprile 1914 – Genova, luglio 1985) è stato un calciatore italiano, di ruolo ala.
Era noto come Diena II per distinguerlo dal fratello maggiore Ferruccio o Diena I.
È morto nel 1985 all'età di 71 anni a seguito di un tumore al fegato.

## Carriera
Maggiormente dotato tecnicamente del fratello, era un'ala destra cresciuta calcisticamente nel vivaio della Juventus, club con cui esordì in Serie A a 16 anni (il 6 luglio 1930, in occasione del successo interno sulla Lazio.
Dopo un anno in prestito al Novara in Serie B, nel 1934 ritorna alla casa madre bianconera, contribuendo con 9 presenze e 1 rete (nel successo interno sulla Pro Vercelli del 26 maggio 1935) alla vittoria del campionato 1934-1935, il settimo (quinto consecutivo) dei bianconeri.
Nel 1936 passò all'Ambrosiana-Inter, senza mai scendere in campo in incontri di campionato, venendo svincolato la stagione seguente.
In carriera ha totalizzato complessivamente 14 presenze ed una rete in Serie A e 3 presenze in Serie B.

## Palmarès
- Campionato italiano: 1

Juventus: 1934-1935